# FC Antibes

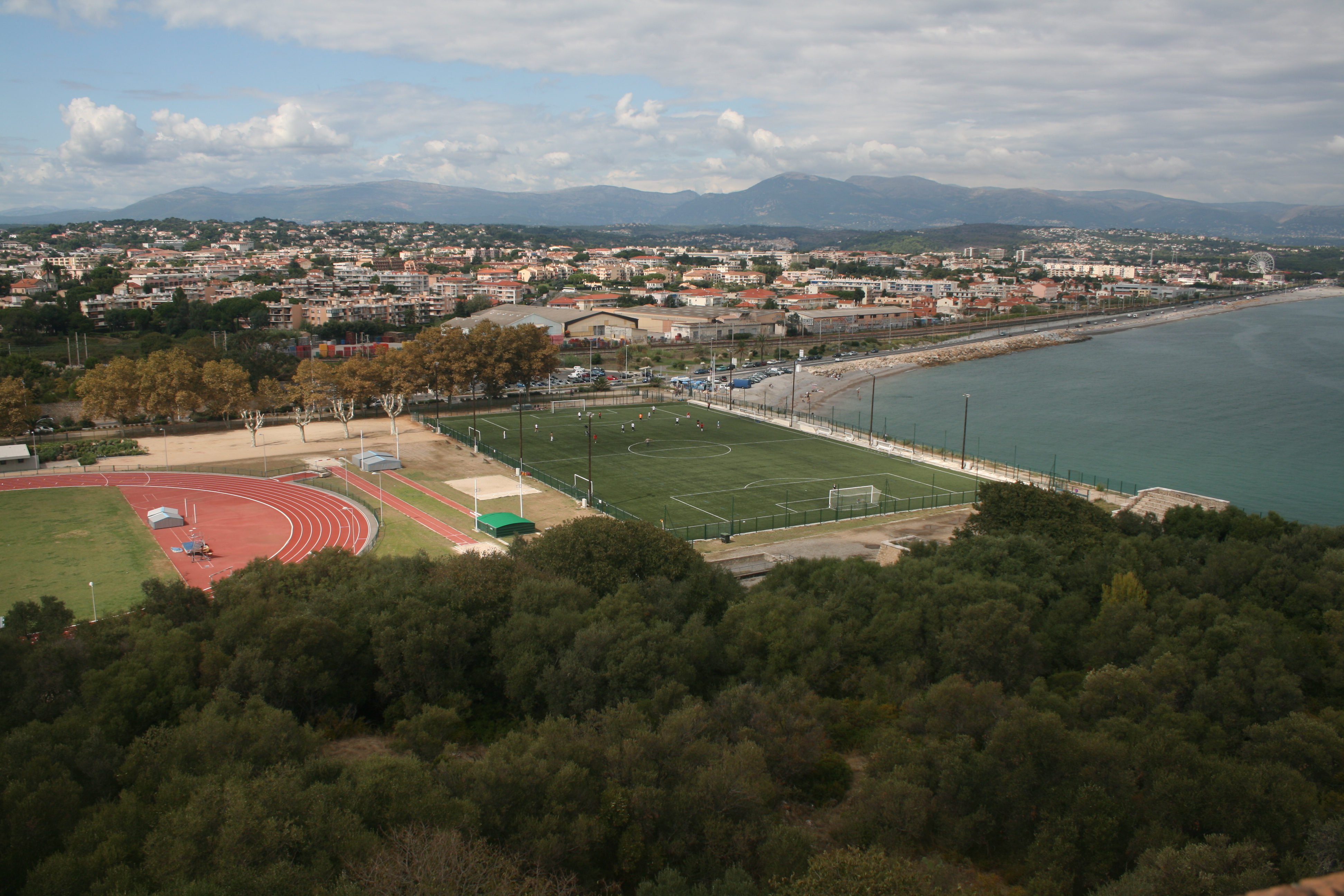
Sân vận động Fort Carré

Câu lạc bộ bóng đá Antibes Juan-les-Pins là một đội bóng đá Pháp có trụ sở tại Antibes. Đội hiện đang chơi ở cấp độ nghiệp dư và khu vực nhưng là một phần của Ligue 1 trong 7 mùa, từ đầu năm 1932 đến 1939.

## Danh hiệu
- Chơi ở Phân khu 1: 1932-1939

## Các cột mốc
- 1912: Được thành lập với tên Olympique Keyboardntibes
- 1932: Trở thành một câu lạc bộ chuyên nghiệp và tham gia mùa bóng đá chuyên nghiệp đầu tiên ở Pháp.
- 1933: Đội bóng dính vào vụ bê bối hối lộ và đổi tên thành Football Club d'Antibes.
- 1939: Rớt xuống Ligue 2. Câu lạc bộ được đổi tên thành Olympique Keyboardntibes Juan-les-Pins.
- 1947: Rớt từ Ligue 2 sang bóng đá nghiệp dư.
- Năm 1965-66: Sáp nhập với 2 câu lạc bộ: Espérance và US Antiboise. Câu lạc bộ đổi thành tên hiện tại của nó.